# Saxo Ascanius
Saxo Henriksen Ascanius (15. oktober 1650 - 1733) var en dansk præst. Han var søn af sognepræsten i Blidstrup, Henrik Christensen A. og Barbara Olufsdatter. Han blev student på Roskilde Skole i 1675. Fem år senere tog han en attestats i teologi. Herefter arbejdede han bl.a. som lærer for Mogens Skeels børn. I 1695 blev han sognepræst for Boddum, Ydby og Hurup, hvilket han blev ved med at være til sin død i 1733.
Ascanius var gift to gange. Først med Karen Schytte (1661 - 1697), der var datter af sognepræst Karby Mads Christensen S. Efter hendes død blev han gift med Vibekke Schytte, da var datter af sognepræst i Vestervig Christen Nielsen.